# Nain, Jamaica
Nain är en ort i Jamaica.   Den ligger i parishen Parish of Saint Elizabeth, i den sydvästra delen av landet, 90 km väster om huvudstaden Kingston. Nain ligger 192 meter över havet och antalet invånare är 2 394. Den ligger på ön Jamaica.
Terrängen runt Nain är kuperad åt sydost, men åt nordväst är den platt. Runt Nain är det ganska tätbefolkat, med 239 invånare per kvadratkilometer. Närmaste större samhälle är Mandeville, 13,4 km nordost om Nain. Omgivningarna runt Nain är en mosaik av jordbruksmark och naturlig växtlighet.